# ロク・ベンコビッチ
ロク・ベンコヴィッチ（Rok Benkovič、1986年3月20日 - ）は、スロベニア、リュブリャナ出身の元スキージャンプ選手。

## プロフィール
ベンコヴィッチは1997年、11歳のときスキージャンプを始めた。
2003年のノルディックスキージュニア世界選手権（スウェーデン、Sollefteå）で個人、団体の銀メダルを獲得し注目された。
2005年の世界選手権（ドイツ、オーベルストドルフ）では2月19日に行われたノーマルヒルでスロベニア人として1991年のフランチ・ペテク以来2人目となる金メダルを獲得した。
翌日のノーマルヒル団体ではスロベニアチームの銅メダル獲得にプリモジュ・ペテルカ、ユーレ・ボガタイ、イェルネイ・ダミヤンとともに貢献した。
ラージヒル個人では5位、ラージヒル団体では4位となった。
2005年にプラニツァのフライングで226mを飛び、2007年にロベルト・クラニエッツが229mを飛ぶまでスロベニア記録を保持していた。
2006年のトリノオリンピックでは団体10位、ノーマルヒル個人49位、ラージヒル個人29位だった。
2007年5月、モチベーションの低下を理由に21歳で引退を発表した 。